# 龜戶

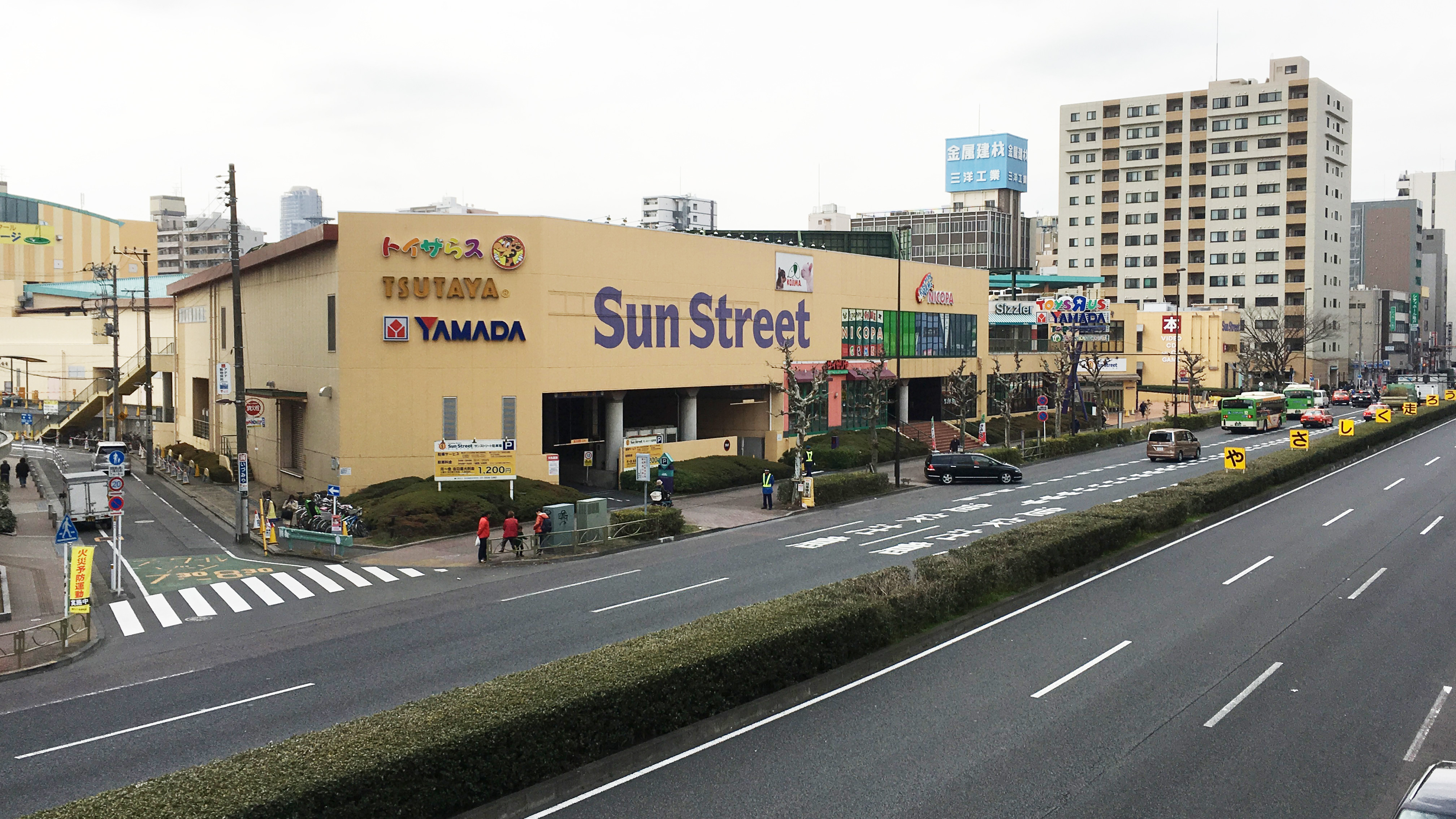
太陽街龜戶

龜戶（日语：／ Kameido */?）是東京都江東區的地名，屬城東地域內。
郵遞區號為136-0071。

## 概要
龜戶念作「かめいど」，是難讀地名之一，念法是來自於此地的原名龜井戶。本稱「龜島」（或龜ヶ島，龜津島），因島型近似龜而得名。之後周邊沙土逐漸堆積，與陸地相連後稱作龜村。後來與現在龜戶三丁目附近、臥龍梅庭的水井（井戶）「龜ヶ井」混淆而稱為「龜井戶」，接著去掉「井」，改為龜戶（也有一說是龜津島的津（「つ」，古語的「の」）變化成「と」而來）。
江東區內，舊城東區的總武線沿線與國道14號（京葉道路）沿線是屬於東京副都心之一的「錦糸町、龜戶副都心」區域，為辦公商區、商店街等聚集的大規模商業地區。錦糸町大部分屬墨田區內，龜戶在江東區內，在行政區劃上是跨越兩特別區的大繁華街。

## 地理
四方被河道圍繞。鄰接墨田區錦糸町、江東區大島、江戶川區平井、墨田區文花、墨田區押上。

### 公園
- 區立公園

- - 龜戶公園
  - 龜戶水上公園
  - 文泉公園
  - 龜戶站前公園
  - 龜戶二丁目公園

- - 龜島公園
  - 龜戶三丁目公園
  - 龜戶四丁目接觸公園
  - 香取公園
  - 龜戶四丁目公園

- - 水神公園
  - 龜戶五丁目公園
  - 龜戶五丁目第二公園
  - 龜戶綠道公園
  - 龜戶南公園

- - 龜戶平岩公園
  - 龜戶平岩第二公園
  - 龜戶東公園
  - 龜戶七丁目北公園
  - 龜戶七丁目南公園

- - 龜戶七丁目西公園
  - 龜戶九丁目公園
  - 龜戶九丁目綠道公園
  - 龜戶運動公園

- 都立公園
  - 龜戶中央公園

## 歷史
古時為龜戶村。
- 1889年（明治22年）：周邊重編為新龜戶村，為龜戶村大字龜戶。
- 1900年（明治33年）：為龜戶町大字龜戶、
- 1915年（大正4年）：廢除大字，分一～九丁目。
- 1932年（昭和7年）：屬城東區｡
- 1947年（昭和22年）：屬江東區、
- 1965年（昭和40年）：實施新住居表示。

### 地名由來
地名由來眾說紛紜。一是此地有座「龜」形的古「井」（井戸）而得名。另有說是此地原為龜狀島嶼而得名。更有一說是地名是從「神戶」（かみど）演變而來。

## 河川
- 舊中川
- 橫十間川
- 豎川
- 北十間川

## 交通

### 鐵路
- JR東日本
  - 總武本線
    - 總武緩行線
龜戶站
- 東武鐵道
  - 龜戶線
龜戶站 - 龜戶水神站

## 道路
- 首都高速道路
  - 首都高速7號小松川線
- 一般國道
  - 國道14號（京葉道路）
- 都道
  - 東京都道306號王子千住南砂町線（明治通）
  - 東京都道476號南砂町吾嬬町線（丸八通）
  - 東京都道453號本鄉龜戶線（淺草通）
  - 東京都道315號御徒町小岩線（藏前橋通）
  - 東京都道477號龜戶葛西橋線

## 設施

### 行政
- 龜戶出張所
- 江東東稅務署

### 圖書館
- 區立龜戶圖書館

### 防犯、防災
- 交番
  - 城東警察署龜戶交番
  - 城東警察署龜戶站前交番
  - 城東警察署天神橋交番
- 消防
  - 城東消防署

## 教育

### 小學校
- 區立
  - 第一龜戶小學校
  - 第二龜戶小學校
  - 香取小學校
  - 水神小學校
  - 淺間豎川小學校

### 中學校
- 區立
  - 龜戶中學校
  - 第二龜戶中學校
  - 第三龜戶中學校

### 高等學校
- 公立
  - 東京都立江東商業高等學校
- 私立
  - 中央學院大學中央高等學校

### 專修學校
- 私立
  - 讀賣自動車大學校
  - 東京服裝文化學院

## 職業訓練

### 職業能力開發校
- 公立
  - 東京都立城東職業能力開發中心

## 金融機關
- 三井住友銀行龜戶支店
- 三菱東京UFJ銀行龜戶支店
- 三菱東京UFJ銀行龜戶北口支店
- 瑞穗銀行龜戶支店
- 里索那銀行龜戶支店
- 東京東信用金庫龜戶支店
- 東榮信用金庫龜戶支店
- 小松川信用金庫龜戶支店
- 大東京信用組合龜戶支店
- 中央勞動金庫龜戶支店
- ハナ信用組合龜戶支店

## 神社、寺院

### 神社
- 龜戶天神
  - 御嶽神社
- 香取神社
- 天祖神社
- 淺間神社
- 水神社
- 石井神社
- 稻荷神社
- 貧乏神神社（太陽街龜戶內）

### 寺院
- 普門院
- 光明寺
- 龍光寺
- 常光寺
- 淨心寺
- 法德寺
- 長壽禪寺
- 法蓮寺
- 自性院
- 龍眼寺
- 東覺寺

## 著名出身者
- 飯島愛 - 前藝人
- 坂本昌行 - V6
- 持田香織 - 歌手（Every Little Thing）
- 華原朋美

## 名物
- 龜戶餃子
- 龜戶賀爾蒙

## 主要事件
- 龜戶異臭事件
- 龜戶事件
- 龜戶警察官電殺事件
- 江東區龜戶漫畫家女性殺人事件

## 以龜戶為舞台的作品

### 連續劇
- 《總有一天等到你》（グッドモーニング）

### 小說
- 《川の深さは》（福井晴敏）

### 漫畫
- 《昭和の男》（入江喜和）
- 《するめいか》（Roots）

## 備註
1. ↑  江東区の世帯と人口（住民基本台帳による） 区民部区民課 平成25年8月1日現在[]
2. ↑  .   [2013-07-28]. （原始内容存档于2013-07-19）.

## 外部連結
- 江東區官方網站（页面存档备份，存于）